# Settimana Ciclistica Lombarda 2008
La Settimana Ciclistica Lombarda 2008, trentottesima edizione della corsa e valida come prova del circuito UCI Europe Tour 2008 categoria, si svolse in 6 tappe dal 1° al 6 aprile 2008, per un percorso totale di 875,3 km. Fu vinto dall'italiano Danilo Di Luca che concluse la gara in 20 ore 5 minuti e 18 secondi, alla media di 43,57 km/h.

## Tappe
| Tappa  | Data      | Percorso                               | km    | Vincitore di tappa     | Leader cl. generale |
| ------ | --------- | -------------------------------------- | ----- | ---------------------- | ------------------- |
| 1ª     | 1º aprile | Brignano Gera d'Adda (cron. a squadre) | 18,3  | Tinkoff Credit Systems | Alberto Loddo       |
| 2ª     | 2 aprile  | Brignano Gera d'Adda > Costa Volpino   | 163,8 | Mattia Gavazzi         | Alberto Loddo       |
| 3ª     | 3 aprile  | Dalmine > Dalmine                      | 174,4 | Gabriele Balducci      | Alberto Loddo       |
| 4ª     | 4 aprile  | Vertova > Vertova                      | 192.6 | Danilo Di Luca         | Danilo Di Luca      |
| 5ª     | 5 aprile  | Flero > Flero                          | 163,5 | Branislaŭ Samojlaŭ     | Danilo Di Luca      |
| 6ª     | 6 aprile  | Bergamo > Bergamo                      | 162.7 | Francesco Failli       | Danilo Di Luca      |
| Totale | Totale    | Totale                                 | 875,3 |                        |                     |

## Squadre e corridori partecipanti
| N.      | Cod. | Squadra                         |
| ------- | ---- | ------------------------------- |
| 1-8     | LPR  | LPR Brakes-Ballan               |
| 11-18   | ASA  | Acqua & Sapone-Caffè Mokambo    |
| 21-28   | ADR  | Adria Mobil                     |
| 31-38   | AMO  | Amore & Vita-McDonald's         |
| 41-48   | ASY  | A-Style-Somn                    |
| 51-58   | CZP  | Centri della Calzatura-Partizan |
| 61-68   | FLM  | Ceramica Flaminia-Bossini Docce |
| 71-78   | CIN  | Cinelli-OPD                     |
| 81-87   | CSF  | CSF Group-Navigare              |
| 91-98   | DHL  | DHL-Author                      |
| 101-108 | DNL  | Dynatek-Latvia                  |
| 111-118 | HAD  | Hadimec-Nazionale Elettronica   |

| N.      | Cod. | Squadra                          |
| ------- | ---- | -------------------------------- |
| 121-128 | KPT  | Katay Cycling Team               |
| 131-138 | MIE  | Miche-Silver Cross               |
| 141-148 | NGC  | NGC Medical-OTC Industria Porte  |
| 151-158 | PER  | Perutnina Ptuj                   |
| 161-168 | RB3  | Rabobank Continental Team        |
| 171-177 | RAR  | Radenska-KD Financial Point      |
| 181-188 | SDA  | Serramenti Diquigiovanni-Androni |
| 191-198 | AIS  | SouthAustralia.com-AIS           |
| 201-208 | NEP  | Team Nippo-Endeka                |
| 211-218 | GAP  | Preti Mangimi-Prisma Stufe       |
| 221-227 | VBG  | Team Volksbank                   |
| 231-238 | TCS  | Tinkoff Credit Systems           |

## Dettagli delle tappe

### 1ª tappa
- 1º aprile: Brignano Gera d'Adda > Brignano Gera d'Adda – Cronometro a squadre – 18,3 km

Risultati
| Pos. | Squadra                   | Tempo  |
| ---- | ------------------------- | ------ |
| 1    | Tinkoff Credit Systems    | 19'35" |
| 2    | LPR Brakes-Ballan         | a 9"   |
| 3    | Rabobank Continental Team | a 21"  |

| Pos. | Corridore           | Squadra | Tempo  |
| ---- | ------------------- | ------- | ------ |
| 1    | Alberto Loddo       | Tinkoff | 19'35" |
| 2    | Aleksandr Chatuncev | Tinkoff | s.t.   |
| 3    | Vasil' Kiryenka     | Tinkoff | s.t.   |

### 2ª tappa
- 2 aprile: Brignano Gera d'Adda > Costa Volpino – 163,8 km

Risultati
| Pos. | Corridore      | Squadra       | Tempo    |
| ---- | -------------- | ------------- | -------- |
| 1    | Mattia Gavazzi | Preti Mangimi | 3h36'59" |
| 2    | Alberto Loddo  | Tinkoff       | s.t.     |
| 3    | Mauro Richeze  | CSF Group     | s.t.     |

| Pos. | Corridore       | Squadra | Tempo    |
| ---- | --------------- | ------- | -------- |
| 1    | Alberto Loddo   | Tinkoff | 3h56'34" |
| 2    | Sergej Klimov   | Tinkoff | s.t.     |
| 3    | Vasil' Kiryenka | Tinkoff | s.t.     |

### 3ª tappa
- 3 aprile: Dalmine > Dalmine – 174,4 km

Risultati
| Pos. | Corridore         | Squadra       | Tempo    |
| ---- | ----------------- | ------------- | -------- |
| 1    | Gabriele Balducci | Acqua & Sap.  | 3h54'41" |
| 2    | Dennis van Winden | Rabobank Con. | s.t.     |
| 3    | Alberto Loddo     | Tinkoff       | s.t.     |

| Pos. | Corridore        | Squadra    | Tempo    |
| ---- | ---------------- | ---------- | -------- |
| 1    | Alberto Loddo    | Tinkoff    | 7h51'15" |
| 2    | Danilo Di Luca   | LPR Brakes | a 9"     |
| 3    | Paolo Savoldelli | LPR Brakes | s.t.     |

### 4ª tappa
- 4º aprile: Vertova > Vertova – 192,6 km

Risultati
| Pos. | Corridore             | Squadra       | Tempo    |
| ---- | --------------------- | ------------- | -------- |
| 1    | Danilo Di Luca        | LPR Brakes    | 4h47'10" |
| 2    | Roger Beuchat         | Diquigiovanni | s.t.     |
| 3    | Krzysztof Szczawiński | Miche         | s.t.     |

| Pos. | Corridore        | Squadra    | Tempo     |
| ---- | ---------------- | ---------- | --------- |
| 1    | Danilo Di Luca   | LPR Brakes | 12h38'34" |
| 2    | Paolo Savoldelli | LPR Brakes | s.t.      |
| 3    | Sergej Klimov    | Tinkoff    | a 7"      |

### 5ª tappa
- 5 aprile: Flero > Flero – 163,5 km

Risultati
| Pos. | Corridore          | Squadra      | Tempo    |
| ---- | ------------------ | ------------ | -------- |
| 1    | Branislaŭ Samojlaŭ | Acqua & Sap. | 3h56'12" |
| 2    | Danilo Di Luca     | LPR Brakes   | a 23"    |
| 3    | Massimo Giunti     | Miche        | s.t.     |

| Pos. | Corridore           | Squadra    | Tempo     |
| ---- | ------------------- | ---------- | --------- |
| 1    | Danilo Di Luca      | LPR Brakes | 16h35'09" |
| 2    | Paolo Savoldelli    | LPR Brakes | s.t.      |
| 3    | Daniele Pietropolli | LPR Brakes | a 16"     |

### 6ª tappa
- 6 aprile: Bergamo > Bergamo – 162,7 km

Risultati
| Pos. | Corridore           | Squadra       | Tempo    |
| ---- | ------------------- | ------------- | -------- |
| 1    | Francesco Failli    | Acqua & Sap.  | 3h30'09" |
| 2    | Danilo Di Luca      | LPR Brakes    | s.t.     |
| 3    | Cristiano Fumagalli | Cer. Flaminia | s.t.     |

| Pos. | Corridore           | Squadra    | Tempo     |
| ---- | ------------------- | ---------- | --------- |
| 1    | Danilo Di Luca      | LPR Brakes | 20h05'18" |
| 2    | Paolo Savoldelli    | LPR Brakes | s.t.      |
| 3    | Daniele Pietropolli | LPR Brakes | a 16"     |

## Classifiche finali

### Classifica generale - Maglia rossa
| Pos. | Corridore            | Squadra       | Tempo     |
| ---- | -------------------- | ------------- | --------- |
| 1    | Danilo Di Luca       | LPR Brakes    | 20h05'18" |
| 2    | Paolo Savoldelli     | LPR Brakes    | s.t.      |
| 3    | Daniele Pietropolli  | LPR Brakes    | a 16"     |
| 4    | Massimo Codol        | Acqua & Sap.  | a 40"     |
| 5    | Marco Osella         | Preti Mangimi | a 57"     |
| 6    | Dennis van Winden    | Rabobank Con. | a 1'13"   |
| 7    | Sergej Klimov        | Tinkoff       | a 1'23"   |
| 8    | Robert Kišerlovski   | Adria Mobil   | a 1'40"   |
| 9    | Miguel Ángel Rubiano | C. Calzatura  | a 1'42"   |
| 10   | Jure Golčer          | LPR Brakes    | a 1'50"   |

### Classifica a punti - Maglia ciclamino
| Pos. | Corridore           | Squadra       | Punti |
| ---- | ------------------- | ------------- | ----- |
| 1    | Danilo Di Luca      | LPR Brakes    | 39    |
| 2    | Dennis van Winden   | Rabobank Con. | 21    |
| 3    | Cristiano Fumagalli | Cer. Flaminia | 18    |

### Classifica scalatori - Maglia verde
| Pos. | Corridore          | Squadra       | Punti |
| ---- | ------------------ | ------------- | ----- |
| 1    | Aleksej Ščebelin   | Cinelli-OPD   | 10    |
| 2    | Hubert Kryś        | Cer. Flaminia | 8     |
| 3    | Branislaŭ Samojlaŭ | Acqua & Sap.  | 7     |

### Classifica giovani - Maglia bianca
| Pos. | Corridore          | Squadra        | Tempo     |
| ---- | ------------------ | -------------- | --------- |
| 1    | Dennis van Winden  | Rabobank Con.  | 18h53'30" |
| 2    | Robert Kišerlovski | Adria Mobil    | a 22"     |
| 3    | Kristijan Koren    | Perutnina Ptuj | a 24"     |

### Classifica a squadre
| Pos. | Squadra                    | Tempo     |
| ---- | -------------------------- | --------- |
| 1    | LPR Brakes-Ballan          | 59h36'32" |
| 2    | Tinkoff Credit Systems     | a 3'35"   |
| 3    | Preti Mangimi-Prisma Stufe | a 5'24"   |